# پت فلرتی
پت فلرتی (انگلیسی: Pat Flaherty؛ ۸ مارس ۱۸۹۷ – ۲ دسامبر ۱۹۷۰) یک هنرپیشه اهل ایالات متحده آمریکا بود.

## فیلم‌شناسی
- شورش در بونتی
- داستان بازرس
- فرشته و راهزن
- خوشه‌های خشم
- جنگل آسفالت
- کی لارگو
- ستاره‌ای متولد شده است
- گروهبان یورک
- منشی همه‌کاره او
- مأموران اف‌بی‌آی
- مرد لاغر
- غرور یانکی‌ها
- یک روز در مسابقه
- هاروی
- کیتی فویل
- مرد من گادفری
- پس از ساعت اداری
- پسرم، پسرم!